# Acacia riograndensis
Acacia riograndensis är en ärtväxtart som beskrevs av Atahuachi och Maria de Lourdes Rico. Acacia riograndensis ingår i släktet akacior, och familjen ärtväxter. Inga underarter finns listade i Catalogue of Life.